# Clay Aiken
Clay Aiken (født Clayton Holmes Grissom 30 november 1978) er en amerikansk sanger, som blev kendt efter at komme på 2. pladsen i American Idol i 2003.
Efter Idols blev Aiken tilbudt en pladekontrakt af RCA Records, og hans debut album Measure of a man udkom i
oktober 2003.
Udover Measure of a man har Aiken også udgivet Merry Christmas With Love (2004), A Thousand Different Ways (2006), jule EP'en All Is well (2007) og On My Way Here (2008)
Desuden udgav Aiken i 2004 selvbiografien Learning to Sing: Hearing the Music in Your life.

## Biografi
Clay Aiken er født og opvokset i Raleigh, North Carolina i USA. Som barn sang Aiken i 'Raleigh Boychoir' og som teenager optrådte han i skolekor, kirkekor, musicals og lokalteatre. Efter highschool var han med i et lokalt band ' Just by choice. '
Som 19årig ændrede Aiken sit efternavn Grissom, til sin mors pigenavn Aiken.
Den 8. august 2008 offentliggjorde Aiken fødslen af sin søn Parker, i sin blog; "My dear friend, Jaymes, and I are so excited to announce the birth of Parker Foster Aiken"
Barnets mor, Jaymes Foster, er søster til Aikens producer David Foster.
Efter mange års spekulationer, bekræftede Aiken i september 2008, at han er homoseksuel.